# Sick Individuals
Sick Individuals sind ein niederländisches Musikproduzenten- und DJ-Duo aus Hilversum bestehend aus Rinze ‘Ray’ Hofstee und Joep ‘Jim’ Smeele. Bekanntheit erlangten sie durch Remixe für internationale Popstars wie Madonna und Rihanna. Ihre weiteren Produktionen im Bereich Progressive House wurden unter verschiedenen namhaften Labels veröffentlicht, hauptsächlich unter Revealed Music.

## Werdegang

### Anfänge & Bekanntheit durch Remixe
Die beiden trafen sich das erste Mal 2008, als sie Music Composition and Production an der Utrecht University of the Arts (HKU) in Hilversum studierten. Ihre offizielle Zusammenarbeit als Sick Individuals starteten sie im Jahr 2010. Zunächst produzierten sie Musik für TV-Werbungen, bevor sie sich der House-Musik zuwendeten und ihre Werke an verschiedene Labels versendeten. Als musikalische Einflüsse nennen sie im Bereich elektronischer Musik Daft Punk und allgemein diverse Musikstile wie Jazz, Hip-Hop und Trance. Ray zählt außerdem auch Klassik und Frank Sinatra dazu. Aufgrund seiner Mutter, einer Sopranistin, wuchs er musikalisch auf. Er selbst ist in einigen Tracks als Vokalist zu hören.
Der Name Sick Individuals entstammt von ihrem MC aus frühen Zeiten, der in seiner Tätigkeit übermäßig das Wort „Sick“ während ihrer Auftritte verwendete.
Bis zum Jahr 2013 produzierten sie größtenteils Remixe, welche von Calvin Harris, Swedish House Mafia und Afrojack aufgegriffen wurden. Insbesondere mit ihrem Remix zu Icona Pop – I Love It aus dem Jahr 2012 machten sie in der EDM-Szene erstmals auf sich aufmerksam.

### Zusammenarbeit mit Revealed

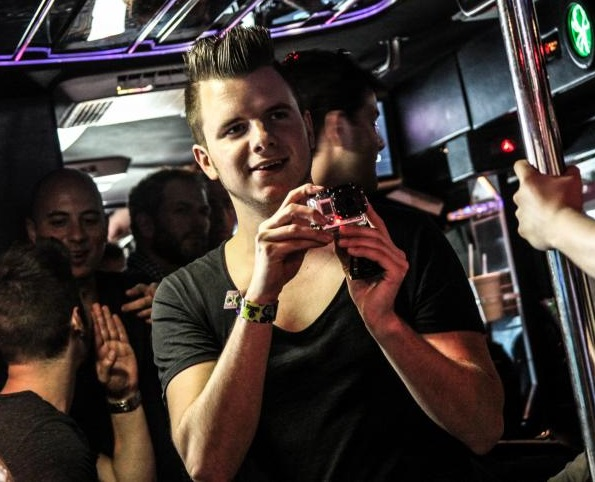
Ray während der Revealed Bus Tour 2013

Der endgültige Durchbruch gelang ihnen Ende 2013 mit zwei Kollaborationen: Zusammen mit Axwell wurde der Track I AM unter seinem Label Axtone veröffentlicht. Mit Dannic entstand der Track Blueprint auf Hardwells Plattenlabel Revealed Music. Beide Lieder erreichten Rang 1 der Beatport-Charts und verzeichnen Aufrufzahlen in Millionenhöhe auf YouTube. Ihre Solo-Releases aus dem Jahr 2014 Lost & Found sowie Made For This, ebenfalls unter Revealed, konnten an den Erfolg anknüpfen. Weitere Remixe produzierten sie unter anderem für Rihanna, Avicii, Flo Rida und Madonna. Seitdem spielen sie auf den größten Festivals der Welt wie dem Ultra Music Festival, Tomorrowland, Mysteryland oder Sensation. Teil ihres Livekonzepts ist es, die Visuals selbst von ihrem DJ-Booth in Echtzeit zu steuern. Insbesondere sind sie regelmäßiger Line-Up Bestandteil auf von Revealed gehosteten Stages. Dazu gehörte auch eine Masterclass im Rahmen des Dancefairs 2018, bei der sie ihr eigenes Audio-Plugin Focus One vorstellten.
Außerdem mixten sie fünf Episoden von Revealed Radio (#57, #75, #93, #110, #156). Ihre eigene Radio-Show THIS IS SICK erreicht monatlich mehrere 10.000 Zuhörer. Zu einer ersten Kollaboration mit Labelgründer Hardwell kam es im Januar 2018. Nachdem dieser zusammen mit Sick Individuals das Lied Get Low auf der Mainstage des Ultra Europe in Kroatien erstmals gespielt hatte, folgte die Veröffentlichung auf der Hardwell & Friends EP #3.

### Newmade Music
Im Herbst 2019 gründeten Sick Individuals mit Newmade Music ihr eigenes unabhängiges Musiklabel. Unter diesem Label veröffentlichen sie ihre eigenen 'crossover' bezogenen Titel und innovative Titel anderer Künstler. Zudem vermarktet das DJ-Duo unter der Marke Newmade Fanartikel wie beispielsweise T-Shirts und Pullover.

## Mitglieder
- Rinze ‘Ray’ Hofstee (* 15. März 1988 in Enschede)
- Joep ‘Jim’ Smeele (* 11. März 1990)

## Diskografie

### Singles
2010:
- Over & Done
- Stranger (feat. Simoon)
- Future Love

2011:
- The Funky House Anthem

2012:
- Running Away
- Might Not Be (feat. Bass Robbers)

2013:
- Soldiers
- Free
- Chase
- Drum Machine
- Spear
- Pepper
- Lights of Neon

2014:
- Blueprint (mit Dannic)
- I AM (mit Axwell; feat. Taylr Renee)
- Shock
- Rock & Rave
- Wasting Moonlight (Armada Music)
- Lost & Found (Revealed Recordings)
- Made for This
- Olympia (mit Ariyan; DOORN)

2015:
- Skyline(Mainstage Music)
- Prime (DOORN)
- Never Fade (feat. Kaelyn Behr; Armada Music)
- Alpha
- Waiting for You (mit DBSTF; Mainstage Music)

2016:
- Feel Your Love (mit Dannic; Revealed Recordings)
- Drive (Revealed Recordings)

2017:
- Into the Light (mit DBSTF; Revealed Recordings)
- Take It On (feat. jacQ; Armada Music)
- Mrs. (feat. Stevie Appleton; The Bearded Man (Armada))
- Against All Odds (Armada Music)
- Helix (vs. Holl and Rush; Mainstage Music)
- Alive (Revealed Recordings)
- Whistle (Flamingo Recordings)

2018:
- Focus (Revealed Recordings)
- Never Say Never (Revealed Recordings)
- Everything (Moon Records)
- Walk Away (feat. Greyson Chance; Revealed Recordings)
- Flow (mit Mightyfools; Armada Music)
- Get Low (mit Hardwell; Revealed Recordings)
- Kodi (Revealed Recordings)
- The Key (Maxximize Records)
- Writing on the Wall (feat. Jason Walker; Proximity)
- Turn Up (mit Yamato; Avex Entertainment)
- Reaction (mit Jewelz & Sparks; Revealed Recordings)
- Easy (feat. MPH)

#### 2019
- Symphony - Acustic Mix (feat. Nevve; Revealed Recordings)
- Scars (feat. Cub Rayan; One Seven Music)
- LUNA (Revealed Recordings)
- Reaction (SICK Remode) (mit Jewelz & Sparks; Revealed Recordings)
- We Got It All (feat. MPH; One Seven Music)
- Humans (Let Me Love You) (feat. April Bender; Revealed Recordings)
- Wait for You (feat. Matluck; One Seven Music / disco:wax)
- Not Alone (mit Justin Prime feat. Bymia; Revealed Recordings)
- Right Next To You (feat. Kepler; One Seven Music / disco:wax)
- I‘ll be Here For You (Revealed Recordings)
- Fallin‘ (NEWMADE)
- Guilty (mit Justin Prime feat. Nevve; Revealed Recordings)

#### 2020
- I Could Use A Friend (feat. Tim Schou; NEWMADE)
- Come Alive (mit Robbie Rosen; Revealed Music)
- Fallin' (Funk Remode) (NEWMADE)
- Tonight (mit Jewelz & Sparks; Revealed Music)
- Higher (mit TRØVES; NEWMADE)
- People I Love (mit Stevie Appleton; Thrieve Musi, LLC)
- RUBY (Revealed Music)
- Dance with Me (NEWMADE)
- Dear Love (mit Matluck; NEWMADE)
- Ocean (mit Justin Prime und Lasada; Revealed Music)
- Dear Love [Dance Mix] (feat. Matluck; NEWMADE)
- Only For You (mit Nicky Romero und XIRA; Protocol Recordings)
- Runaway (mit Vigel und Nazzreene; Revealed Music)
- Miss You (mit Tungevaag und MARF; SpinninRecords)

#### 2021
- All Of My Heart (SpinninRecords)
- Flame (feat. Ekko; Revealed Music)
- Gotta Get to You (mit Kheela; NEWMADE)
- I Want You (Revealed Music)
- When I'm Right (mit Morgan Page; Kontor Records / Armada Music)
- Heavy Heart (mit Samuel Gajicki; NEWMADE)
- Bring It Home (Revealed Music)
- All These Things (feat. Jason Walker; NEWMADE)

#### 2022
- More Than I Want To (Boy From The Beach / One Seven Music)
- MAKI (Revealed Music)
- Tu Es Partout (mit Alderyn und ØSCR; NEWMADE)
- With My Friends (mit Tungevaag und Philip Strand; Spinnin' Records)
- Pull Me Trough (Revealed Music)
- I'll Be There (mit Dastic; Revealed Music)
- Closer Together (feat. Jason Walker; NEWMADE | Music)
- Fireflies (feat. Nazzreene; NEWMADE)

### Remixes
- Carlos Silva feat. Nelson Freitas und Eddy Parker – Mystery
- Melvin Reese feat. Sunnery James and Ryan Marciano – Lift U Up
- Dimitri Vangelis und Wyman feat. Jonny Rose – Pieces of Light
- Danny Avila – Breaking Your Fall
- Asher Monroe – Here With You
- Vox Halo feat. LaDolla – Criminal
- Leah Labelle – Lolita
- Irina – One Last Kiss
- Mayra Veronica – Mama Mia
- Melleefresh vs. Deadmau5 – BRH
- NSF – It's Whatever You Want
- Soltrenz Soundstage, Kelvin Scott – Jump All Night
- Nicky Romero – Growl
- Graffiti6 – Stare in to The Sun
- Melvin Reese – All Day All Night
- DJ Raymundo – Come On
- Franky Rizardo – Flute Test
- Dark Matters feat. Jessie Morgan – Miracles
- Housequake – Give A Little Love
- Irad Brant – We Must Go On
- Tuccillo und Patty Pravo – La Bambola
- Josh The Funky 1 – Love The World
- Natalia Kills feat. Will.I.am – Free
- Flo Rida – Good Feeling
- Freestylers – Cracks
- Steve Edwards, Louis Botella und Joe Smooth – Promised Land
- Laurent Simeca – On Fire
- Kato – Celebrate Life
- Go Back to the Zoo – Hey DJ
- Nu Soul Family – This Is for My People
- Hoxton Whores, MelleeFresh – Let's Get Dirty
- Tiesto – Bleckentrommel
- DJ Jean – Every Single Day
- Victoria Aitken – Weekend Lover
- Justin Bieber feat. Far East Movement – Live My Life
- Zander Bleck – Temptation
- Alex Sayz and Nadia Ali – Free To Go
- DJ Pauly D – Night of My Life
- Jenny Andrews – Unhappy Ending
- Conor Maynard – Vegas Girl
- Nire Alldai – Hella Bad
- Nelly Furtado – Big Hoops
- Marco V – GOHF
- Kevin Scott – Junp All Night
- Nelly Furtado – Spirit Indestructible
- Lost Witness – Our Suns Rising
- Korr A – Firecracka
- Qulinez – Troll
- Icona Pop – I Love It
- Someday – You're in my Head
- Hook N Sling und NERVO – Reason
- Dave Aude feat. Irina – One Last Kiss
- Roberto Da Costa feat. Daphne Koo – Excited
- Savoy – We Are The Sun
- Rihanna und David Guetta – Right Now
- Timeflies – I Choose U
- Jerome Isma-Ae – Hold That Sucker Down
- Flo Rida – How I Feel
- Avicii – Addicted To You
- Madonna – Bitch I'm Madonna
- Dazepark – Rift
- Moby – Porcelain
- Kev – Moments
- Rita Ora – Your Song
- Beverly – I need your love